# ルート66 (テレビドラマ)
『ルート66』（原題：Route 66）は、アメリカ合衆国で製作されたテレビドラマ。

## 概要

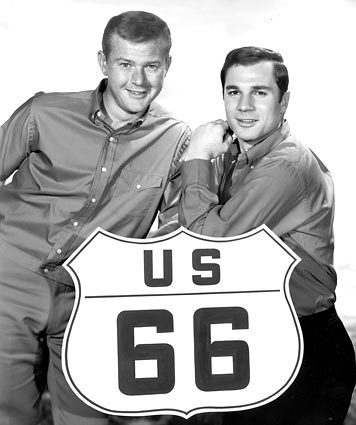
主演のマーティン・ミルナーとジョージ・マハリス

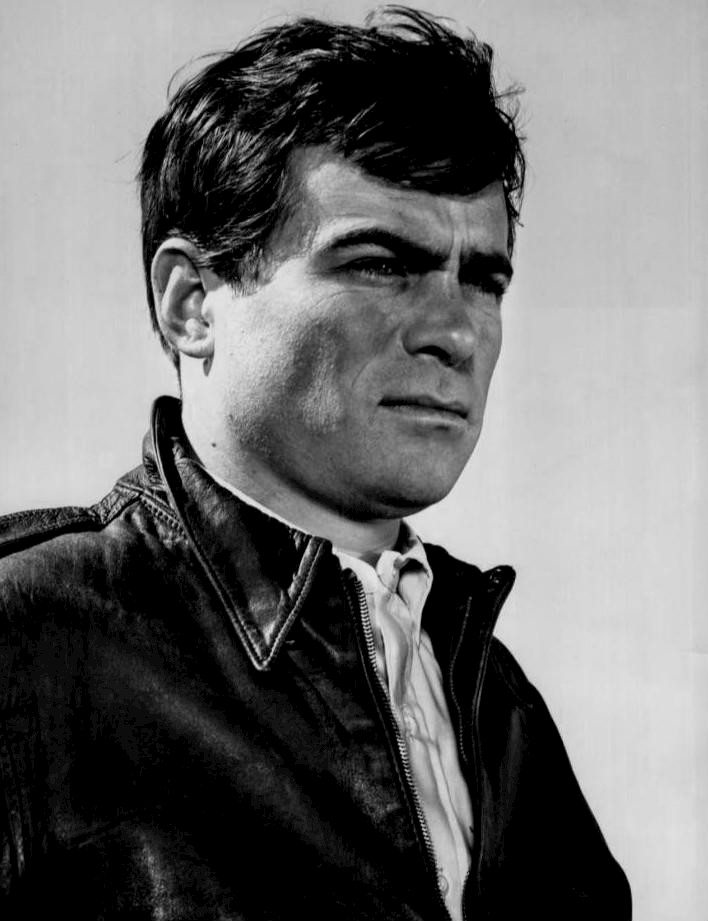
リンク・ケース役の グレン・コーベット 。

アメリカの大学を卒業した若者コンビが、スポーツカー（シボレー・コルベット）で旅する中の出来事を描くロードムービー。
CBSにて1960年10月7日から1964年3月20日まで4シーズンに分けて放送された。全116話。
日本では、1962年4月7日から同年10月27日までNHK総合テレビで放送され、その後吹き替え声優を変更してフジテレビにて放送された。また、東京12チャンネル（後のテレビ東京）で再放送も行われた。
愛川欽也は本作の吹き替えに参加したことがきっかけで、後に「トラック野郎シリーズ」を企画している。
1993年にはリメイク版 (Route 66 (1993 TV series)) も制作された。

## キャスト
| 役名               | 俳優                 | 日本語吹き替え | 日本語吹き替え |
| 役名               | 俳優                 | NHK            | フジテレビ     |
| ------------------ | -------------------- | -------------- | -------------- |
| トッド・スタイルス | マーティン・ミルナー | 木下秀雄       | 愛川欽也       |
| バズ・マードック   | ジョージ・マハリス   | 近藤洋介       | 納谷悟朗       |
| リンク・ケース     | グレン・コーベット   | N/A            | 納谷悟朗       |

### 主なゲスト
※括弧内は日本語吹替
- デボラ・ウォーリー（飯沼操）
- ジャニス・ルール（大山のぶ代）
- トーマス・ゴメス（斎藤隆）
- リュー・エアーズ（近藤準）
- E・G・マーシャル（小瀬格）
- スーザン・コーナー（南恵子）
- スザンヌ・プレシェット（吉行和子）
- ヘンリー・ハル（大山豊）
- ベティ・フィールド（佐々木すみ江）
- アン・フランシス（金子亜矢子／山東昭子）
- リー・マーヴィン（名古屋章）
- アン・ヘルム（北川智恵子）
- ジャック・ウォーデン（内田稔）
- シルヴィア・シドニー（辻伊万里）
- ベン・ジョンソン（西田昭市）
- ダン・デュリエ（松宮五郎）
- アルバート・デッカー（小瀬格）
- マーサ・スコット（荻昱子）
- ネヘマイア・パーソフ（寄山弘）
- エドワード・アンドリュース（天草四郎）
- パティ・マコーマック（飯沼操）
- レスリー・ニールセン（横森久）